# Papir 118
El Papir 118 (en la numeració Gregory-Aland) designat com 118{\displaystyle {\mathfrak {P}}}, és una còpia antiga d'una part del Nou Testament en grec. És un manuscrit en papir de l'Epístola als romans i conté la part de Romans 15.26-27,32-33; 16:1,4-7,11-12. Ha estat assignat paleogràficament al segle iii.
El text grec d'aquest còdex és un representant del Tipus textual alexandrí, també conegut com a neutral o egipci. Encara no ha estat relacionat a una Categoria dels manuscrits del Nou Testament.
Aquest document es troba en l'Institut für Altertumskunde de la Universitat de Colònia (Inv. No. 10311), a Colònia (Alemanya).